# Lausberge
Lausberge ist eine Hofschaft in Halver im Märkischen Kreis im Regierungsbezirk Arnsberg in Nordrhein-Westfalen (Deutschland).

## Lage und Beschreibung
Lausberge liegt auf 390 Meter über Normalnull südwestlich vom Halveraner Hauptort oberhalb der Ennepe. Nachbarorte sind Anschlag, Birkenbaum, Berken, Stenkenberg, Hulvershorn, Hagedorn, Ehberg, Auf der Brake, Sondern und Im Sumpf. Der Ort ist über eine Zufahrt von Kreisstraße K3 bei Anschlag zu erreichen. 
Nordwestlich erhebt sich eine Anhöhe mit 397,7 Meter über Normalnull, südlich verläuft die Trasse der stillgelegten Wuppertalbahn und der Abzweig zu deren Ast nach Wipperfürth.

## Geschichte
Lausberge wurde erstmals 1089 urkundlich erwähnt, die Entstehungszeit der Siedlung wird aber für den Zeitraum zwischen 630 und 700 in der Zeit der zweiten sächsischen Landnahme vermutet. Somit ist Lausberge eine der frühen Siedlungen in Halver.
Das Umfeld von Lausberge war im Frühmittelalter königlicher Sonderbesitz, ein sogenannter Sondern oder Sundern. Dieser Umstand hat sich im Namen der benachbarten Hofschaft Sondern, der ein Abspliss von Lausberge war, noch erhalten. 
Lausberge wurde vom König dem Erzbischof von Köln geschenkt, der es wiederum im Jahr 1096 an die Abtei Siegburg übertrug. Die Abtei richtete daraufhin Lausberge als Oberhof über die klösterlichen Besitzungen im Kirchspiel Halver ein. Neben einer jährlichen Abgabe von 11 kölnischen Schillingen hatte der Hof die Pflicht, den Abt des Klosters Siegburg und dessen Begleitung bei seinen Reisen aufzunehmen und zu verpflegen.
1818 lebten acht Einwohner im Ort. Laut der Ortschafts- und Entfernungs-Tabelle des Regierungs-Bezirks Arnsberg wurde Lausberge, hier Lausberg genannt, als Ackergut kategorisiert und besaß 1838 eine Einwohnerzahl von 14, allesamt evangelischen Glaubens. Lausber war Titularort der Lausberger Bauerschaft innerhalb der Bürgermeisterei Halver und besaß zwei Wohnhäuser, eine Fabrik bzw. Mühle und ein landwirtschaftliches Gebäude.
Das Gemeindelexikon für die Provinz Westfalen von 1887 gibt eine Zahl von 18 Einwohnern an, die in drei Wohnhäusern lebten.